# Bobby Boermans
Bobby Boermans (Eindhoven, 1 september 1981) is een Nederlands regisseur en producent van films, reclamespotjes en videoclips.

## Levensloop
Boermans groeide op in Amsterdam, waar hij een groot deel van zijn jeugd doorbracht in de filmstudio's van zijn stiefvader. Nadat hij in 2004 was afgestudeerd aan de Nederlandse Filmacademie in de richting montage, vertrok hij naar Hollywood om in 2006 een Master of Fine Arts in Film Direction te behalen aan het American Film Institute. Eenmaal terug in Nederland richtte hij zich in eerste instantie op het regisseren van reclamespots en videoclips.
In juni 2011 maakte hij zijn speelfilmdebuut met de film Claustrofobia, die als eerste Nederlandse speelfilm meteen tijdens de première gratis online te bekijken was. Tevens regisseerde hij in de reeks Kort! de film Broeders. Een jaar later volgde zijn eerste bioscoopfilm, APP. In 2013 maakte hij ook de rauw realistische televisiefilm Roffa in de reeks One Night Stand. In de jaren die volgde werkte Boermans tevens als producent mee aan de films Hartenstraat, Jack bestelt een broertje en Hallo bungalow.
Boermans regisseerde ongeveer de helft van de afleveringen van de televisieserie Nieuwe buren (2014–2019), gebaseerd op het gelijknamige boek van Saskia Noort. Daarnaast was hij een van de regisseurs van de Videoland-serie Mocro Maffia en regisseerde hij de series Hoogvliegers en Het gouden uur voordat hij in het voorjaar van 2024 met de bioscoopfilm Invasie kwam.

## Privé
Boermans is de oudste zoon van regisseur Theu Boermans en producente Marijke van der Molen, en de broer van Thijs en Antje Boermans, die beiden werkzaam zijn als acteur. Zijn grootvader was liedjesschrijver Frans Boermans.

## Filmografie

### Als regisseur

#### Film
- 2007: Beyond the Pretty Door
- 2009: Burning Passion
- 2011: Claustrofobia
- 2011: Broeders
- 2013: APP
- 2013: Roffa
- 2013: Qlimax
- 2016: Fissa
- 2024: Invasie
- 2025: iHostage

#### Televisie
- 2014-2019: Nieuwe buren, 19 afleveringen
- 2018-2021: Mocro Maffia, 5 afleveringen
- 2020: Hoogvliegers, 8 afleveringen
- 2022: Het gouden uur, 6 afleveringen

### Als filmproducent
- 2012: Delete
- 2013: APP
- 2014: Hartenstraat
- 2015: Jack bestelt een broertje
- 2015: Hallo bungalow
- 2016: Fissa
- 2016: Hartenstrijd